# Vodonikova linija na 21 cm
Vodonikova linija na 21 cm jeste linija iz elektromagnetnog spektra atoma vodonika na talasnoj dužini od 21,10611405413 centimetara. Ova spektralna linija je prvi put detektovana u našoj galaksiji, u spektru oblaka neutralnog galaktičkog vodonika. Njen pronalazak nije bio slučajan, već je primećena tek nakon što je teorijski predviđeno njeno postojanje u ovim oblacima.
Vodonikova linija na 21 cm ne može se detektovati u spektru zračenja nijednog od tela i izvora koje postoje na Zemlji, zato što ova spektralna linija pripada hiperfinom spektru vodonikovog atoma i nastaje usled magnetne interakcije spina elektrona sa spinom protona.
Posmatranja linije na 21 cm doprinela su merenju rotacije naše galaksije, a preko toga i merenju galaktičkih rastojanja.

## Predviđanje linije i mehanizam zračenja
Razvoj radio-astronomije započeo je dvadesetih i tridesetih godina 20. veka. Holandski astronom Jan Ort je započeo sa posmatranjem strukture i dinamike Mlečnog puta u radio-spektru. Centralne oblasti galaksije su zbog ogromnih oblaka gasa i prašine koji leže u galaktičkoj ravni vrlo nepristupačne za posmatranje u vidljivom delu spektra. Ovi oblaci u tom delu spektra apsorbuju i rasejavaju zračenje. Ort je shvatio da zbog velikih talasnih dužina u radio spektru, radio-zračenje ne bi bilo ni rasejano ni apsorbovano u ovim oblacima, te da bi se tako mogla posmatrati centralna oblast Galaksije koja nam je do tada nevidljiva. Metode analize spektralnih linija u drugim delovima spektra su tada već bile dobro razvijene i predstavljale su najvažniji izvor informacija za astronome o astrofizičkim procesima na zvezdama i drugim objektima.
Jan Ort je tražio karakterističnu talasnu liniju koju bi u radio-spektru zračili svi galaktički objekti ili međuzvezdana materija. Ako bi takva nekakva spektralna linija bila poznata u sistemu koji miruje, u astronomskim posmatranjima kada se posmatraju objekti u kretanju, na osnovu Doplerovog pomaka mogla bi se odrediti brzina objekta koji zrači liniju u odnosu na Zemlju. Na taj način se može meriti dinamika Galaksije, tj. njena rotacija. Na osnovu širine spektralne linije može se odrediti temperatura, a poznavanjem karakteristične spektralne linije mogli bi se dobiti i drugi podaci o sistemu koji je zrači.
Jan Ort je svoje istraživanje vodio u uslovima nemačke okupacije Holandije tokom Drugog svetskog rata, što je otežavalo nabavljanje instrumenata i aktuelne stručne literature, te se on orijentisao na teorijska razmatranja. Na predviđanju same karakteristične spektralne linije koju bi galaktički objekti mogli zračiti u radio delu spektra radio je njegov student Handrik van de Hulst. Znajući da je vodonik najzastupljeniji element u svemiru, Van de Hulst je moguću liniju potražio u hiperfinom spektru atoma vodonika. Hiperfini spektar atoma nastaje usled interakcije magnetnog momenta elektrona i magnetnog momenta jezgra. Pre Van de Hulstovg istraživanja eksperimentalno su otkrivene i teorijski objašnjene mnoge linije iz hiperfinih struktura. Međutim linija koja bi nastala usled interakcije magnetnog momenta koji potiče od spina elektrona u osnovnom stanju vodonikovog atoma i magnetnog momenta spina protona nije detektovana niti teorijski razmatrana. Kako elektron atoma vodonika u osnovnom stanju (1s) nema orbitalni ugaoni moment, pa time ni orbitalni magnetni moment, to celokupni magnetni moment elektrona potiče od njegovog spina. Celokupni magnetni moment jezgra potiče od spina jezgra. Ovi magnetni momenti intereaguju, ali je jačina njihove interakcije nekoliko redova veličine manje od elektrostatičke interakcije elektrona i protona u atomu vodonika, što znači da karakteristična energija interakcije odgovara zračenju talasnih dužina iz radio dela spektra u kojem je Van de Hulst upravo i tražio liniju. Iako do takvih reakcija dolazi vrlo retko, zbog vrlo velikih količina vodonika, linija se može detektovati dovoljno često.
Van de Hulst je kvantnomehanički razmatrao interakciju magnetnih momenata elektrona i protona u osnovnom stanju atoma vodonika i izračunao je da se usled ove interakcije energetski nivo osnovnog stanja cepa na dva podnivoa. Niži nivo odgovara antiparalelnoj orijentaciji spinova elektrona i protona koja je energijski povoljnija, a viši nivo odgovara paralelnoj. Izračunato je da energijska razlika između nivoa iznosi 5,87 μeV. Ukoliko je u vodonikovom atomu spin elektrona orijentisan paralelno spinu protona, postojaće verovatnoća da sistem pređe u stanje sa antiparalelnim spinovima. Prilikom ovog prelaska, emitovaće se foton energije koja odgovara energijskoj razlici između nivoa, što prema Plankovom zakonu daje za talasnu dužinu fotona upravo 21,1 cm.
Činjenica da elektron i proton od svih mogućih međusobnih odnosa orijentacija spina imaju samo paralelnu i antiparalelnu, posledica je zakona kvantne mehanike. Razlog zbog koga je stanje sa antiparalelnim spinom stabilnije je takođe kvantnomehanički, ali moguće je razmotriti i analogiju sa klasičnim sistemima. Naime, kako je magnetni moment čestice datog spina proporcinalan spinu i naelektrisanju čestice, te kako su elektron i proton suprotnih naelektrisanja, to stanje sa antiparalelnim spinovima odgovara paralelno orijentisanim magnetnim momentima protona i elektrona. Iz makroskopskog elektromagnetizma je poznato da se paralelni magnetni momenti privlače, kao što se privlače dve paralelne strujne konture kroz koje teku struje u istim smerovima, a ovaj efekat se na kvantnom nivou manifestuje nižom energijom stanja sa paralelnim magnetnim mometima.
Metodama kvantne mehanike moguće je izračunati i verovatnoću prelaza iz paralelnog u antiparalelno stanje spinova u jedinici vremena. Dobija se da verovatnoća da se prelaz desi posle protekle jedne sekunde iznosi 2,9×10−15 s−1, tj. da prosečno vreme da bi jedan vodonikov atom u paralelnom spinskom stanju prešao u stanje sa suprotnim spinom iznosi 107 godina. S obzirom da na Zemlji nema vodonika u velikim količinama, potrebno je previše vremena da bi se ova linija detektovala i zbog toga nije očekivano da ova vodonikova linija bude otkrivena na Zemlji, te do Van de Hulstovog predviđanja nije bila poznata. Ako bi makroskopske količine vodonika, gde u jednom gramu atoma vodonika ima Avogadrov broj atoma, reda veličine 1023 čestica, i pored dugog vremena života na ovoj talasnoj dužini mogle zračiti dovoljno često za detekciju, dolazilo bi do takozvane "neradijacione deekscitacije". U uslovima gustina i temperatura na Zemlji prosečno vreme između sudara dva atoma jeste reda veličine 10−6 s, što znači da bi se atomi vodonika u ekscitovanom paralelnom spinskom stanju mnogo puta sudarili sa okolnim atomima pre nego što bi emitovali foton. Prilikom svakog sudara postoji verovatnoća da se atom deekscituje u antiparalelno spinsko stanje pretvarajući razliku u energijama u kinetičku energiju, tj. toplotu. Kako ova linija nikada nije detektovana na Zemlji, ona naziva zabranjena linija na Zemlji. Međutim u uslovima koji vladaju u galaktičkim oblacima atomskog vodonika, to jest na temperaturama od oko 10 K pri koncentracijama od svega nekoliko atoma po cm 3 što je desetak redova veličine manje od najboljeg postignutog vakuuma na Zemlji, prosečno vreme između sudara je reda veličine 109 s. Odavde se nalazi da je verovatnoća da jedan atom deekscituje između dva sudara, reda veličine 109 s × 2,9×10−15 s−1, tj. reda veličine 10−6. Iako je ova verovatnoća i dalje mala, tj. samo jedan u milion ekscitovanih atoma vodonika će uspeti da se deekscituje između dva sudara, ogroman broj atoma, tj. ogromne dimenzije galaktičkih oblaka vodonika čine da zračenje na 21 cm bude relativno velikog intenziteta.
Kvantna mehanika pruža i mogućnost izračunavanja prirodne širine spektralne linije. Svaka spektralna linija emitovana čak i od atoma u mirovanju, usled kvantno-mehaničkih relacija neodređenosti, ima neku nenultu širinu. To znači da se nijedno zračenje ne dešava na tačno određenoj diskretnoj talasnoj dužini, već da se dešava u nekom intervalu talasnih dužina oko nje. Ovaj interval određen je neodređenošću energije datog kvantnog prelaza koja je po relacijama neodređenosti obrnuto srazmerna karakterističnom vremenu zračenja sistema, to jest vremenu života u ekscitovanom stanju. Odavde se za vodonikov prelaz koji je posmatrao Van de Hulst zbog njegovog dugog srednjeg vremena života u ekscitovanom stanju, dobija da on ima izuzetno malu širinu spektralne linije i bilo kakvo širenje spektralne linije bi odgovaralo astrofizičkim procesima u oblaku vodonika, a ne prirodnoj širini. Ova slučajnost oštrine linije bi na taj način olakšavala astrofizička istraživanja. Van de Hulst je svoj rad u kom je predvideo liniju vodonika na 21 cm i njene osobine objavio 1945. godine, a nakon toga su usledili pokušaji njene detekcije.

## Detekcija linije
Linija vodonika na 21 cm prvi put je detektovana 25. marta 1951. na Univerzitetu Harvard. Detektovali su ju fizičari Edvard Mils Pursel i Harold Irving Juen u sklopu Juenove doktorske teze na kojoj mu je Pursel bio mentor.
Njih dvojica su dizajnirali antenu-detektor u obliku roga uz finanskijsku podršku u iznosu od 500 dolara od Rumfordovog Fonda Američke akademije umetnosti i nauka. Radove na anteni su izvodili vikendima i od trenutka početka rada do detekcije prošlo je godinu dana. Antena koju su dizajnirali imala je inovativan sistem za otklanjanje šuma što je značajno olakšalo detekciju, međutim zbog svog oblika u njoj su se skupljali kišnica i ptičiji izmet, što je stvaralo značajne probleme.
Sistem otklanjanja šuma koji su Juen i Pursel dizajnirali primenjen je odmah i u istraživačkim timovima u Holandiji i Australiji. Holandski tim predvodio je upravo Jan Ort, začetnik ideje o karakterističnoj liniji, a njegov tim je Purselovu i Juenovu detekciju potvrdio već oko 2 meseca kasnije, u maju 1951. godine. Edvard Mils Pursel je 1952. bio jedan od dobitnika Nobelove nagrade za fiziku, ali Nobelovu nagradu nije dobio za otkriće vodonikove linije na 21 cm. A

## Astronomska posmatranja

### Dinamika galaksija
Odmah nakon prve detekcije od strane Juena i Pursela počelo je mapiranje radio zračenja na 21 cm u raznim oblastima naše galaksije. Kako se ta linija nalazi u radio spektru, ona gotovo nimalo ne podleže atmosferskoj apsorpciji, što dodatno olakšava posmatranja. Prvi rezultati dobijeni pomoću vodonikove linije odnosili su se na fiziku oblaka neutralnog vodonika i njihov raspored u galaksiji.
Iz širenja linije na 21 cm usled haotičnog termalnog kretanja atoma i molekula vodonika određena je temperatura za različite tipove oblaka vodonika u galaksiji. Dobijene temperature za oblake neutralnog vodonika blizu galaktičkog bile su 10 K, što je objasnilo zašto ovi oblaci ne zrače u drugim oblastima spektra, osim u radio-oblasti. Posmatranja su omogućila određivanje raspodele i veličine oblaka vodonika, te procenu njihove mase. Utvrđeno je da su oblaci koncentrisani blizu galaktičkog centra. Ovo je potvrdilo da Ortove teškoće u posmatranju centra galaksije u vidljivom spektru potiču od pojačane apsorpcije i rasejanja u oblacima. Pomoću informacija dobijenih o veličini oblaka bilo je moguće i proceniti apsorpciju u oblacima u raznim smerovima u galaksiji i time popraviti ranije manje precizne rezultate o apsolutnoj veličini zvezda u galaksiji. Ovim je poboljšan metod određivanja galaktičkih udaljenosti na osnovu odnosa prividne i apsolutne veličine zvezda.
 Jedan od najvažnijih rezultata dobijenih iz posmatranja linije na 21 cm predstavlja mapiranje spiralnih grana naše galaksije i određivanje brzine rotacije različitih delova galaksije. Spiralne grane mapirane su pomoću toga što predstavljaju povećanu koncentraciju ne samo zvezd,a već i međuzvezdane materije, pa i gigantskih molekulskih oblaka vodonika u odnosu na okolni prostor. Zbog toga je linija na 21 cm koja je detektovana u smeru spiralne grane intenzivnija u odnosu na linije iz drugih smerova. Ovakvo određivanje rotacije pojedinih spiralnih grana i oblaka vodonika relativno u odnosu na Zemlju predstavljalo je upravo početnu zamisao Jana Orta i on je sa svojim timom i odgovoran za prvo određivanje galaktičke rotacije. Preko Doplerovog pomaka detektovano je i zračenje oblaka koji se kreće relativno u odnosu na Zemlju. Detektovana linija na 21 cm pomerena je u odnosu na teorijski predviđenu liniju i eksperimentalnu srednju vrednost linije po svim galaktičkim pravcima. Preko ovog podatka je izračunata i relativna radijalna brzina oblaka u odnosu na Zemlju.
Upoređivanjem ovako određenih relativnih radijalnih brzina u različitim pravcima moguće je odrediti relativne ugaone brzine rotacije za svaka dva posmatrna oblaka vodonika, a time je određena i rotaciona kriva Galaksije.
Poboljšanjem detekcionih tehnika bilo je moguće posmatrati zračenje na 21 cm kako iz vodoničnih oblaka u našoj, tako i iz oblaka vodonika iz drugih galaksija. Ova posmatranja omogućavaju određivanje rotacionih kriva galaksija u kojima se nalaze, kao i procenu masa tih galaksija na osnovu veličine i zastupljenosti oblaka vodonika. Procene mase galaksija važne su za utvrđivanje granica vremenske nepromenjivosti univerzalne gravitacione konstante.

### Kosmologija
Linija vodonika na 21 cm je od značaja i za proučavanje rane faze nastanka Univerzuma. U jednoj od faza nakon Velikog praska poznatoj kao "mračno doba", u dobu između rekombinacije i rejonizacije, linija na 21 cm bila je možda i jedina spektralna linija u kojoj je materija značajno zračila.
Preko crvenog pomaka pomoću Doplerovog efekta za posmatranje ranog svemira, pretpostavlja se da bi tamo vodonikova linija bila pomerena sa frekvencije 1420 MHz na frekvencije koje se kreću čak od 9 do 200 MHz. Intenzitet vodonikove linije izračene u "mračnom dobu" odredio bi gustine materije u pojedinim oblastima svemira. Takođe, izostanak linije iz neke oblasti ranog svemira značio bi da je u datoj oblasti došlo do rejonizacije usled nastanka zvezda i kvazara. Time bi bilo moguće utvrditi dinamiku nastajanja prvih kosmičkih objekata iz primordijalnog gasa.
Posmatranja zračenja iz ranog svemira otežana su u odnosu na standardna posmatranja, jer su frekvencije na koje je linija pomerena korišćene za televizijske i radio prenose na Zemlji. Zbog ovoga je otežano posmatranje ne samo sa Zemlje već i sa Zemljine orbite. Postoje predlozi za opservatoriju na tamnoj strani Meseca koja bi bila u geometrijskoj senci i time slobodna od interferencija sa Zemlje. Smatra se da će radio-posmatranja na vodonikove linije biti sledeći veliki napredak u observacionoj kosmologiji.

## Zanimljivosti
Linija na 21 cm je korišćena kao univerzalna mera na Pionirovoj plaketi montiranoj na svemirksim letilicama Pionir 10 i Pionir 11 sa namerom da predstavlja poruku mogućoj vanzemaljskoj civilizaciji, pošto se pretpostavlja da bi bila dobro poznata tehološki razvijenoj civilizaciji. Time je visina žene na plaketi od 168 cm predstavljena u umnožcima od 21 cm, dok je sama linija predstavljena šemom paralelnih i antiparalelnih spinova u atomu vodonika.
Radio područje u okolini linije od 21 cm zaštićeno je kao područje za radio-astronomska posmatranja, to jest nisu dozvoljeni telekomunikacioni predajnici i prijemnici koji rade na ovim talasnim dužinama. Upravo zbog ovih ograničenja, posmatranje na talasnoj dužini od 21 cm iskorišćeno je za mikrotalasno mapiranje saliniteta okeana i vlažnosti tla satelitom MIRAS, jer bi mapiranje u drugim oblastima talasnih dužina bilo onemogućeno zbog interferencije telekomunikacionih signala.
Postoje predlozi da bi satelit SETI trebalo da emituje poruke mogućim vanzemaljskim civilizacijama na frekvenciji koja odgovara umnošku frekvencije vodonikove linije i broja pi. Pretpostavlja se da bi frekvencija vodonikove linije verovatno bila poznata tehnološki razvijenoj drugoj civilizaciji, a budući da je broj pi transcendentalan broj, umnožak s njim značio bi da je signal veštačkog porekla jer su svi viši harmonici neke spektralne linije njeni racionalni umnošci.

## Literatura
- Vukićević-Karabin, Mirjana; Atanacković, Olga (2010). Opšta astrofizika. Zavod za udžbenike i nastavna sredstva. стр. 72—74. ISBN 978-86-17-16947-1.

## Dodatna literatura
- Peterson, Ue-Li Pen Xiang-Ping Wu Jeff (2004). „Forecast for Epoch-of-Reionization as viewable by the PrimevAl Structure Telescope (PAST)”. Bibcode:2004astro.ph..4083P. arXiv:astro-ph/0404083 .

## Spoljašnje veze
- Priča o otkriću vodonikove linije na 21 cm
- Originalni tekst o otkriću u časopisu Nature
- LOFAR eksperiment
- Mileura Widefield Array experiment
- Square Kilometer Array experiment